# 安德烈·別洛烏索夫
安德烈·雷莫維奇·別洛烏索夫（俄語：Андрей Рэмович Белоусов，羅馬化：Andrey Removich Belousov，發音：[ɐnˈdrʲej ˈrɛməvʲɪd͡ʑ bʲɪɫɐˈusəf]；1959年3月17日—），俄罗斯经济学家、政治人物及軍事人物。現任俄羅斯國防部長，曾為前俄羅斯聯邦第一副總理、俄羅斯鐵路股份公司董事會主席。
2024年5月12日，別洛烏索夫獲委任為俄羅斯國防部長，接替谢尔盖·绍伊古。

## 生平

### 出身和教育
別洛烏索夫於1959年3月17日在莫斯科出生，他的父親雷姆·別洛烏索夫是蘇聯經濟學家，被認為是蘇聯價格和管理科學學派的奠基人，也參與科西金改革的籌備工作，並對蘇聯經濟歷史有深入的研究。他的母親阿麗莎·帕夫洛芙娜是一名專門研究稀有元素化學的放射化學家。
別洛烏索夫在完成第二物理與數學學校的學業後，其進入莫斯科國立大學經濟學院學習，並在1981年以經濟控制論專業畢業，成績優異。在大學期間，他開始與亞歷山大·安奇什金領導的蘇聯經濟學家團隊合作，安奇什金於1977年至1981年曾擔任莫斯科國立大學經濟學院蘇聯國民經濟規劃系系主任。
別洛烏索夫完成高等教育後，選擇在蘇聯科學院中央經濟數學研究所深造，攻讀博士學位。他的科研生涯也是從這裡開始，從一名研究實習生做起，逐步成為蘇聯中央統計局研究所所長埃米爾·埃爾紹夫領導下，專門研究人機交互系統的初級科研人員。

### 科學活動
別洛烏索夫曾在蘇聯科學院經濟預測和科技進步研究所工作，該所由幾個科研部門於1986年合併而成。在此期間，他從初級科研人員做起，逐漸晉升為高級科研人員。他專注於研究宏觀經濟發展趨勢，特別是蘇聯經濟體系中的通貨膨脹問題和結構性危機。1988年，他在該研究所成功完成關於《流動資金形成和使用機制模擬模型（多行業視角）》的經濟學博士論文答辯。1991年，他被指派負責該研究所的宏觀經濟分析和預測實驗室，直到2006年離開科研崗位投身公共服務。同年，他還參與外交政策協會的分析小組工作，該小組因其創始人、前蘇聯外交部長亞歷山大·別斯梅爾特內赫而得名「別斯梅爾特內赫小組」。
在2000年，他成立了宏觀經濟分析與短期預測中心，並在該中心的支持下，於2005年撰寫了一份報告，題為《俄羅斯經濟的長期趨勢：2020年前俄羅斯經濟發展的情景》。該報告中預測2008年的經濟危機，此外還指出2011年至2012年可能的經濟衰退，以及2015至2017年國家治理系統可能出現的問題。
他於2006年完成了其經濟學博士學位論文，探討《俄羅斯經濟再生產系統的內在矛盾及其發展前景》，這項研究涵蓋了經濟學和國民經濟管理的專業領域。

### 家庭
別洛烏索夫有兩段婚姻。他目前的妻子是拉里薩·弗拉基米羅芙娜·貝洛索娃（娘家姓阿夫德耶娃），她於1961年出生，並且是「斯拉夫之家」公司的經營者。
別洛烏索夫與前妻育有一子帕維爾，其出生於1994年，2011獲莫斯科國立技術大學錄取。他的兄弟德米特里是俄罗斯宏觀經濟分析和短期預報中心（TsMAKP）的首席專家。

## 事蹟

### 俄羅斯經濟發展部
別洛烏索夫於1999年成為俄羅斯經濟發展部的高級顧問團成員。他曾為多名俄羅斯總理提供專業建議，其中包括：葉夫根尼·普里馬科夫、謝爾蓋·斯捷帕申、米哈伊爾·卡西亞諾夫和米哈伊爾·弗拉德科夫，並在與後兩位合作時擔任特約顧問。
2006年2月8日，他接受俄羅斯經濟發展貿易部部長格爾曼·格雷夫的邀請，正式加入政府部門，成為經濟發展部的副部長。他主管宏觀經濟事務，涉及提升投資氛圍、執行聯邦目標方案以及管理外經銀行的投資項目。在他的帶領下，制定了至2020年的《長遠社會經濟發展規劃》和《貿易法案》（該法案於2009年12月28日獲得批准）。

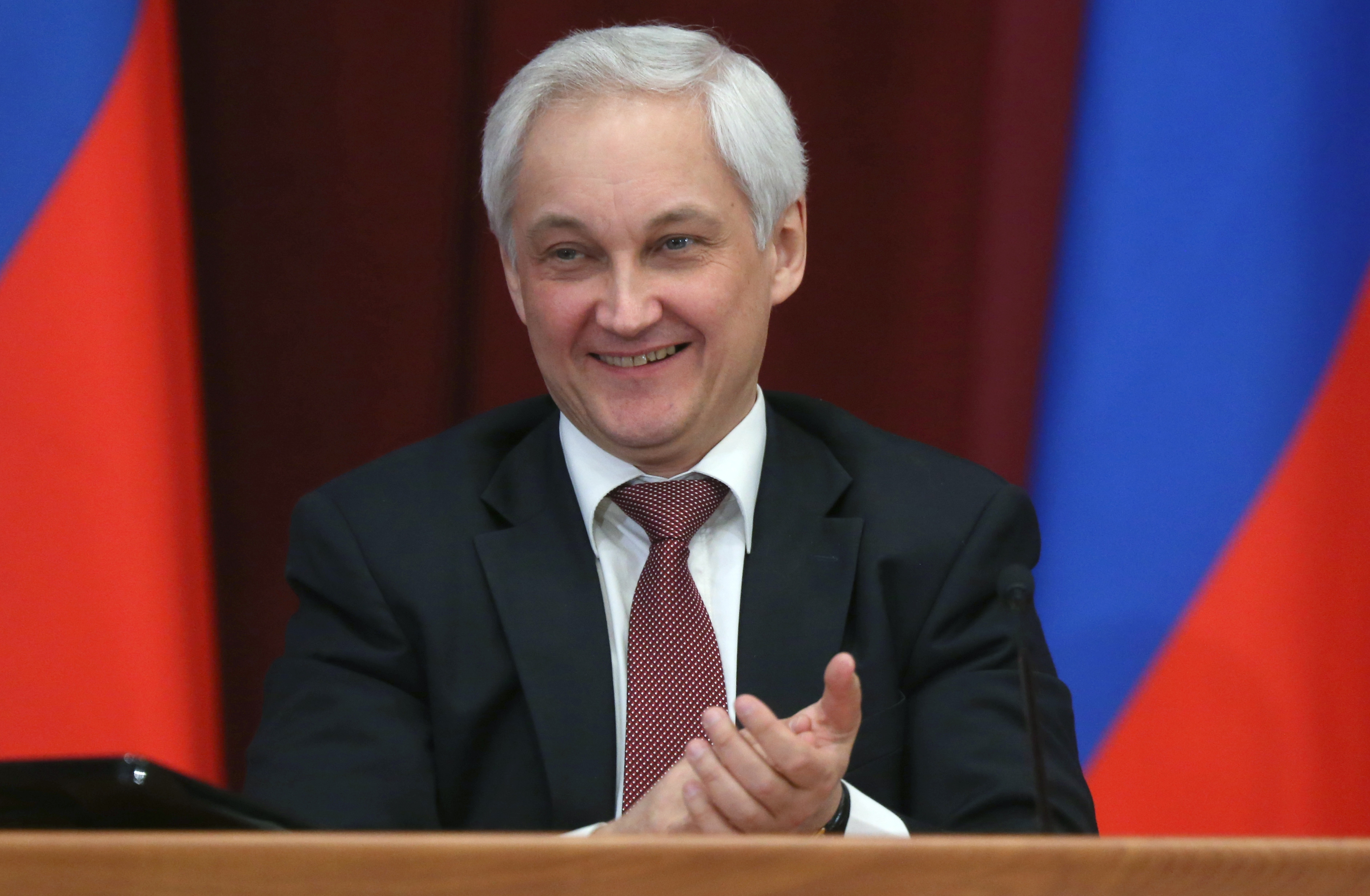
別洛烏索夫，2013年

2008年6月17日，別洛烏索夫被俄羅斯總理弗拉基米爾·普京委任為政府經濟與財政部門的負責人。從2008年到2012年，他與俄羅斯第一副總理伊戈爾·舒瓦洛夫和經濟發展部部長埃爾薇拉·納比烏林娜共同承擔規劃政府經濟政策的議程。別洛烏索夫還專注於預算規劃、國家投資計劃以及提升投資環境的工作。在他的參與下，促進新計畫戰略倡議局得以成立，並推出「國家企業家倡議」計劃，致力完善俄羅斯的營商環境。

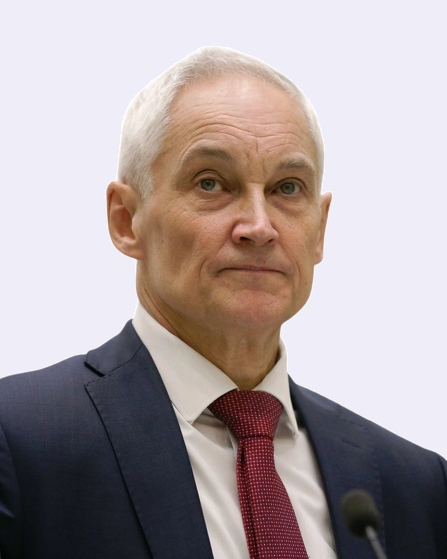
別洛烏索夫，2022年

2012年5月21日，他被任命為梅德韋傑夫第一屆政府的經濟發展部長。2013年6月24日，別洛烏索夫獲任命為俄羅斯總統經濟事務助理。此外，他在2015年至2017年間，曾出任俄羅斯石油董事會的主席。
2020年1月21日，他在米舒斯京第一屆政府中擔任俄羅斯第一副總理的職位，主管國家的財政和經濟政策。2020年4月30日至5月19日，由於米舒斯京因治療2019冠状病毒病而暫時離職，他臨時接替俄羅斯總理的職務。
同年3月，他被選為俄羅斯鐵路股份公司董事會主席。
2022年11月，其代表俄罗斯联邦出席第29次亚太经合组织领导人非正式会议。

### 俄羅斯國防部
2024年5月12日，俄羅斯總統普京向聯邦委員會提名別洛烏索夫為俄羅斯國防部長。当年6月18日，随总统普京出访朝鲜。

## 榮譽
- 俄羅斯總統感謝狀（2005年9月1日）[34]
- 俄羅斯聯邦榮譽經濟學家（2007年6月12日）[35]
- 榮譽勳章（2009年6月14日）[36]

## 制裁
從2022年6月9日開始，別洛烏索夫因俄羅斯對烏克蘭的侵略行為，作為普京核心圈子的高級官員，遭到烏克蘭的個人經濟制裁。
從2022年7月21日起，他因鼓勵俄羅斯富豪與受制裁的俄羅斯銀行保持合作關係，以及支持2014年俄羅斯對克里米亞的併吞，而被歐盟列入制裁名單。
從2022年12月15日起，他被美國納入對俄羅斯金融部門的制裁清單。2023年1月27日起，其受到日本的制裁。從2023年2月24日起，其被加拿大認定為俄羅斯政權的密切同盟，並被列入制裁名單。2023年5月19日，他因擔任俄羅斯鐵路公司董事會主席而遭到英國制裁。從2023年7月20日起，其因在俄羅斯非法入侵烏克蘭中扮演直接或間接支持的角色，而被澳大利亞制裁。

## 著作
截至2019年11月，別洛烏索夫在俄羅斯科學引文索引上的H指數為18，而在eLIBRARY科學電子圖書館數據庫中的H指數為19。
- 《模擬模型在流動資金形成和使用過程中的應用》，1986年出版。
- 《新俄羅斯自我認識讀本》中發表的文章《蘇聯工業系統的結構性危機》，1995年[50][51]。
- 《經濟安全：生產—金融—銀行》1998年出版。
- 與Е.А.阿布拉莫娃合著的《整合財務流矩陣（方法論和工具方法）》，探討在俄羅斯建立社會會計矩陣的經驗，1999年。
- 2000年至2001年，他指導宏觀經濟分析和短期預報中心的專家們在《預測問題》雜誌上準備一系列文章，分析危機後復甦的第一階段和俄羅斯經濟的長期預測[52]。
- 2003年至2004年，他指導一系列關於分析俄羅斯經濟結構和發展因素的文章（例如《危機後俄羅斯經濟發展（宏觀經濟方面）》[53]和《中期內俄羅斯經濟發展：威脅分析》[54]）。
- 2005年至2007年，他領導《俄羅斯經濟奇蹟：自己創造。預測俄羅斯經濟發展至2020年》[55]一書的作者團隊。該書的兩章被作為單獨的文章發表在《預測問題》雜誌上[56][57]。
- 2006年，他的博士論文《俄羅斯經濟再生產系統的演變：從危機到發展》被出版成書[58]。